# Președinția Consiliului Uniunii Europene
Președinția Consiliului Uniunii Europene este responsabilă de funcționarea Consiliului Uniunii Europene. Se rotește între statele membre ale UE la fiecare șase luni.  Președinția Consiliului nu este deținută de o persoană individuală ci este exercitată de guvernul unui stat membru. Din 2009 statele care dețin președinția lucrează în grupuri de trei, numite "triouri". Trioul stabilește obiective pe termen lung și pregătește o agendă comună pe o perioadă de 18 luni. Pe baza acestui program, fiecare dintre cele 3 țări își pregătește propriul său program, mai detaliat, pentru 6 luni.
Trioul actual este alcătuit din președințiile Poloniei (ianuarie–iunie 2025), Danemarcei (iulie-decembrie 2025) și Ciprului (ianuarie -iunie 2026).

## Listă
| Period | Period          | Trio             | Deținător                                                         | Liderul Guvernului                              |
| ------ | --------------- | ---------------- | ----------------------------------------------------------------- | ----------------------------------------------- |
| 1958   | ianuarie–iunie  |                  | Belgia                                                            | Achille Van Acker Gaston Eyskens (din 26 iunie) |
| 1958   | iulie–decembrie | Germania de Vest | Konrad Adenauer                                                   |                                                 |
| 1959   | ianuarie–iunie  | Franța           | Charles de Gaulle*                                                |                                                 |
| 1959   | iulie–decembrie | Italia           | Antonio Segni                                                     |                                                 |
| 1960   | ianuarie–iunie  | Luxemburg        | Pierre Werner                                                     |                                                 |
| 1960   | iulie-decembrie | Olanda           | Jan de Quay                                                       |                                                 |
| 1961   | ianuarie–iunie  | Belgia           | Gaston Eyskens Théo Lefèvre (din 25 Aprilie)                      |                                                 |
| 1961   | iulie-decembrie | Germania de Vest | Konrad Adenauer                                                   |                                                 |
| 1962   | ianuarie–iunie  | Franța           | Charles de Gaulle*                                                |                                                 |
| 1962   | iulie-decembrie | Italia           | Amintore Fanfani                                                  |                                                 |
| 1963   | ianuarie–iunie  | Luxemburg        | Pierre Werner                                                     |                                                 |
| 1963   | iulie-decembrie | Olanda           | Jan de Quay Victor Marijnen (din 24 Iulie)                        |                                                 |
| 1964   | ianuarie–iunie  | Belgia           | Théo Lefèvre                                                      |                                                 |
| 1964   | iulie-decembrie | Germania de Vest | Ludwig Erhard                                                     |                                                 |
| 1965   | ianuarie–iunie  | France           | Charles de Gaulle*                                                |                                                 |
| 1965   | iulie-decembrie | Italia           | Aldo Moro                                                         |                                                 |
| 1966   | ianuarie–iunie  | Luxemburg        | Pierre Werner                                                     |                                                 |
| 1966   | iulie-decembrie | Olanda           | Jo Cals Jelle Zijlstra (din 22 Noiembrie)                         |                                                 |
| 1967   | ianuarie–iunie  | Belgia           | Paul Vanden Boeynants                                             |                                                 |
| 1967   | iulie-decembrie | Germania de Vest | Kurt Georg Kiesinger                                              |                                                 |
| 1968   | ianuarie–iunie  | France           | Charles de Gaulle*                                                |                                                 |
| 1968   | iulie-decembrie | Italia           | Giovanni Leone Mariano Rumor (din 12 Decembrie)                   |                                                 |
| 1969   | ianuarie–iunie  | Luxemburg        | Pierre Werner                                                     |                                                 |
| 1969   | iulie-decembrie | Olanda           | Piet de Jong                                                      |                                                 |
| 1970   | ianuarie–iunie  | Belgia           | Gaston Eyskens                                                    |                                                 |
| 1970   | iulie-decembrie | Germania de Vest | Willy Brandt                                                      |                                                 |
| 1971   | ianuarie–iunie  | France           | Georges Pompidou*                                                 |                                                 |
| 1971   | iulie-decembrie | Italia           | Emilio Colombo                                                    |                                                 |
| 1972   | ianuarie–iunie  | Luxemburg        | Pierre Werner                                                     |                                                 |
| 1972   | iulie-decembrie | Olanda           | Barend Biesheuvel                                                 |                                                 |
| 1973   | ianuarie–iunie  | Belgia           | Gaston Eyskens Edmond Leburton (din 26 Ianuarie)                  |                                                 |
| 1973   | iulie-decembrie | Danemarca        | Anker Jørgensen Poul Hartling (din 19 Decembrie)                  |                                                 |
| 1974   | ianuarie–iunie  | Germania de Vest | Willy Brandt Walter Scheel (7–16 May) Helmut Schmidt (din 16 Mai) |                                                 |
| 1974   | iulie-decembrie | Franța           | Valéry Giscard d'Estaing*                                         |                                                 |
| 1975   | ianuarie–iunie  | Irlanda          | Liam Cosgrave                                                     |                                                 |
| 1975   | iulie-decembrie | Italia           | Aldo Moro                                                         |                                                 |
| 1976   | ianuarie–iunie  | Luxemburg        | Gaston Thorn                                                      |                                                 |
| 1976   | iulie-decembrie | Olanda           | Joop den Uyl                                                      |                                                 |
| 1977   | ianuarie–iunie  | Marea Britanie   | James Callaghan                                                   |                                                 |
| 1977   | iulie-decembrie | Belgia           | Leo Tindemans                                                     |                                                 |
| 1978   | ianuarie–iunie  | Danemarca        | Anker Jørgensen                                                   |                                                 |
| 1978   | iulie-decembrie | Germania de Vest | Helmut Schmidt                                                    |                                                 |
| 1979   | ianuarie–iunie  | Franța           | Valéry Giscard d'Estaing*                                         |                                                 |
| 1979   | iulie-decembrie | Irlanda          | Jack Lynch Charles Haughey (din 11 Decembrie)                     |                                                 |
| 1980   | ianuarie–iunie  | Italia           | Francesco Cossiga                                                 |                                                 |
| 1980   | iulie-decembrie | Luxemburg        | Pierre Werner                                                     |                                                 |
| 1981   | ianuarie–iunie  | Olanda           | Dries van Agt                                                     |                                                 |
| 1981   | iulie-decembrie | Marea Britanie   | Margaret Thatcher                                                 |                                                 |
| 1982   | ianuarie–iunie  | Belgia           | Wilfried Martens                                                  |                                                 |
| 1982   | iulie-decembrie | Danemarca        | Anker Jørgensen Poul Schlüter (din 10 Septembrie)                 |                                                 |
| 1983   | ianuarie–iunie  | Germania de Vest | Helmut Kohl                                                       |                                                 |
| 1983   | iulie-decembrie | Grecia           | Andreas Papandreou                                                |                                                 |
| 1984   | ianuarie–iunie  | Franța           | François Mitterrand*                                              |                                                 |
| 1984   | iulie-decembrie | Irlanda          | Garret FitzGerald                                                 |                                                 |
| 1985   | ianuarie–iunie  | Italia           | Bettino Craxi                                                     |                                                 |
| 1985   | iulie-decembrie | Luxemburg        | Jacques Santer                                                    |                                                 |
| 1986   | ianuarie–iunie  | Olanda           | Ruud Lubbers                                                      |                                                 |
| 1986   | iulie-decembrie | Marea Britanie   | Margaret Thatcher                                                 |                                                 |
| 1987   | ianuarie–iunie  | Belgia           | Wilfried Martens                                                  |                                                 |
| 1987   | iulie-decembrie | Danemarca        | Poul Schlüter                                                     |                                                 |
| 1988   | ianuarie–iunie  | Germania de Vest | Helmut Kohl                                                       |                                                 |
| 1988   | iulie-decembrie | Grecia           | Andreas Papandreou                                                |                                                 |
| 1989   | ianuarie–iunie  | Spania           | Felipe González                                                   |                                                 |
| 1989   | iulie-decembrie | Franța           | François Mitterrand*                                              |                                                 |
| 1990   | ianuarie–iunie  | Irlanda          | Charles Haughey                                                   |                                                 |
| 1990   | iulie-decembrie | Italia           | Giulio Andreotti                                                  |                                                 |
| 1991   | ianuarie–iunie  | Luxemburg        | Jacques Santer                                                    |                                                 |
| 1991   | iulie-decembrie | Olanda           | Ruud Lubbers                                                      |                                                 |
| 1992   | ianuarie–iunie  | Portugalia       | Aníbal Cavaco Silva                                               |                                                 |
| 1992   | iulie-decembrie | Marea Britanie   | John Major                                                        |                                                 |
| 1993   | ianuarie–iunie  | Danemarca        | Poul Schlüter Poul Nyrup Rasmussen (din 25 Ianuarie)              |                                                 |
| 1993   | iulie-decembrie | Belgia           | Jean-Luc Dehaene                                                  |                                                 |
| 1994   | ianuarie–iunie  | Grecia           | Andreas Papandreou                                                |                                                 |
| 1994   | iulie-decembrie | Germania         | Helmut Kohl                                                       |                                                 |
| 1995   | ianuarie–iunie  | Franța           | François Mitterrand* Jacques Chirac* (din 17 Mai)                 |                                                 |
| 1995   | iulie-decembrie | Spania           | Felipe González                                                   |                                                 |
| 1996   | ianuarie–iunie  | Italia           | Lamberto Dini Romano Prodi (din 17 Mai)                           |                                                 |
| 1996   | iulie-decembrie | Irlanda          | John Bruton                                                       |                                                 |
| 1997   | ianuarie–iunie  | Olanda           | Wim Kok                                                           |                                                 |
| 1997   | iulie-decembrie | Luxemburg        | Jean-Claude Juncker                                               |                                                 |
| 1998   | ianuarie–iunie  | Marea Britanie   | Tony Blair                                                        |                                                 |
| 1998   | iulie-decembrie | Austria          | Viktor Klima                                                      |                                                 |
| 1999   | ianuarie–iunie  | Germania         | Gerhard Schröder                                                  |                                                 |
| 1999   | iulie-decembrie | Finlanda         | Paavo Lipponen                                                    |                                                 |
| 2000   | ianuarie–iunie  | Portugalia       | António Guterres                                                  |                                                 |
| 2000   | iulie-decembrie | Franța           | Jacques Chirac*                                                   |                                                 |
| 2001   | ianuarie–iunie  | Suedia           | Göran Persson                                                     |                                                 |
| 2001   | iulie-decembrie | Belgia           | Guy Verhofstadt                                                   |                                                 |
| 2002   | ianuarie–iunie  | Spania           | José María Aznar                                                  |                                                 |
| 2002   | iulie-decembrie | Danemarca        | Anders Fogh Rasmussen                                             |                                                 |
| 2003   | ianuarie–iunie  | Grecia           | Costas Simitis                                                    |                                                 |
| 2003   | iulie-decembrie | Italia           | Silvio Berlusconi                                                 |                                                 |
| 2004   | ianuarie–iunie  | Irlanda          | Bertie Ahern                                                      |                                                 |
| 2004   | iulie-decembrie | Olanda           | Jan Peter Balkenende                                              |                                                 |
| 2005   | ianuarie–iunie  | Luxemburg        | Jean-Claude Juncker                                               |                                                 |
| 2005   | iulie-decembrie | Marea Britanie   | Tony Blair                                                        |                                                 |
| 2006   | ianuarie–iunie  | Austria          | Wolfgang Schüssel                                                 |                                                 |
| 2006   | iulie-decembrie | Finlanda         | Matti Vanhanen                                                    |                                                 |
| 2007   | ianuarie–iunie  | T1               | Germania                                                          | Angela Merkel                                   |
| 2007   | iulie-decembrie | T1               | Portugalia                                                        | José Sócrates                                   |
| 2008   | ianuarie–iunie  | T1               | Slovenia                                                          | Janez Janša                                     |
| 2008   | iulie-decembrie | T2               | France                                                            | Nicolas Sarkozy*                                |
| 2009   | ianuarie–iunie  | T2               | Republica Cehă                                                    | Mirek Topolánek Jan Fischer (din 8 Mai)         |
| 2009   | iulie-decembrie | T2               | Suedia                                                            | Fredrik Reinfeldt                               |
| 2010   | ianuarie–iunie  | T3               | Spania                                                            | José Luis Rodríguez Zapatero                    |
| 2010   | iulie-decembrie | T3               | Belgia                                                            | Yves Leterme                                    |
| 2011   | ianuarie–iunie  | T3               | Ungaria                                                           | Viktor Orbán                                    |
| 2011   | iulie-decembrie | T4               | Polonia                                                           | Donald Tusk                                     |
| 2012   | ianuarie–iunie  | T4               | Danemarca                                                         | Helle Thorning-Schmidt                          |
| 2012   | iulie-decembrie | T4               | Cipru                                                             | Demetris Christofias*                           |
| 2013   | ianuarie–iunie  | T5               | Irlanda                                                           | Enda Kenny                                      |
| 2013   | iulie-decembrie | T5               | Lituania                                                          | Algirdas Butkevičius                            |
| 2014   | ianuarie–iunie  | T5               | Grecia                                                            | Antonis Samaras                                 |
| 2014   | iulie-decembrie | T6               | Italia                                                            | Matteo Renzi                                    |
| 2015   | ianuarie–iunie  | T6               | Letonia                                                           | Laimdota Straujuma                              |
| 2015   | iulie-decembrie | T6               | Luxemburg                                                         | Xavier Bettel                                   |
| 2016   | ianuarie–iunie  | T7               | Olanda                                                            | Mark Rutte                                      |
| 2016   | iulie-decembrie | T7               | Slovacia                                                          | Robert Fico                                     |
| 2017   | ianuarie–iunie  | T7               | Malta                                                             | Joseph Muscat                                   |
| 2017   | iulie-decembrie | T8               | Estonia                                                           | Jüri Ratas                                      |
| 2018   | ianuarie–iunie  | T8               | Bulgaria                                                          | Boiko Borisov                                   |
| 2018   | iulie-decembrie | T8               | Austria                                                           | Sebastian Kurz                                  |
| 2019   | ianuarie–iunie  | T9               | România                                                           | Viorica Dăncilă                                 |
| 2019   | iulie-decembrie | T9               | Finlanda                                                          | Antti Rinne Sanna Marin (din 10 Decembrie)      |
| 2020   | ianuarie–iunie  | T9               | Croatia                                                           | Andrej Plenković                                |
| 2020   | iulie-decembrie | T10              | Germania                                                          | Angela Merkel                                   |
| 2021   | Ianuarie–Iunie  | T10              | Portugalia                                                        | António Costa                                   |
| 2021   | iulie-decembrie | T10              | Slovenia                                                          | Janez Janša                                     |
| 2022   | ianuarie–iunie  | T11              | Franța                                                            | Emmanuel Macron                                 |
| 2022   | iulie-decembrie | T11              | Republica Cehă                                                    | Petr Fiala                                      |
| 2023   | ianuarie–iunie  | T11              | Suedia                                                            | Ulf Kristersson                                 |
| 2023   | iulie-decembrie | T12              | Spania                                                            | Pedro Sánchez                                   |
| 2024   | ianuarie–iunie  | T12              | Belgia                                                            | Alexander De Croo                               |
| 2024   | iulie-decembrie | T12              | Ungaria                                                           | Viktor Orbán                                    |
| 2025   | ianuarie–iunie  | T13              | Polonia                                                           | Donald Tusk                                     |
| 2025   | iulie-decembrie | T13              | Danemarca                                                         | Mette Frederiksen                               |
| 2026   | ianuarie–iunie  | T13              | Cipru                                                             | TBD                                             |
| 2026   | iulie-decembrie | T14              | Irlanda                                                           | TBD                                             |
| 2027   | ianuarie–iunie  | T14              | Lituania                                                          | TBD                                             |
| 2027   | iulie-decembrie | T14              | Grecia                                                            | TBD                                             |
| 2028   | ianuarie–iunie  | T15              | Italia                                                            | TBD                                             |
| 2028   | iulie-decembrie | T15              | Letonia                                                           | TBD                                             |
| 2029   | ianuarie–iunie  | T15              | Luxemburg                                                         | TBD                                             |
| 2029   | iulie-decembrie | T16              | Olanda                                                            | TBD                                             |
| 2030   | ianuarie–iunie  | T16              | Slovacia                                                          | TBD                                             |
| 2030   | iulie-decembrie | T16              | Malta                                                             | TBD                                             |